# مرکز آفریقا
مرکز آفریقا بخش مرکزی قارهٔ آفریقا است. مرزهای دقیقی برای این ناحیه تعریف نشده‌است.
کشورهای مرکز آفریقایی عبارت‌اند از:
- جمهوری آفریقای مرکزی
- گابن
- جمهوری دموکراتیک کنگو
- جمهوری کنگو
- چاد
- کامرون
- گینه استوایی
- سائوتومه و پرنسیپ

برخی این کشورها را نیز شامل مرکز آفریقا می‌دانند:
- بوروندی
- آنگولا
- زامبیا
- رواندا
- مالاوی

## نگارخانه

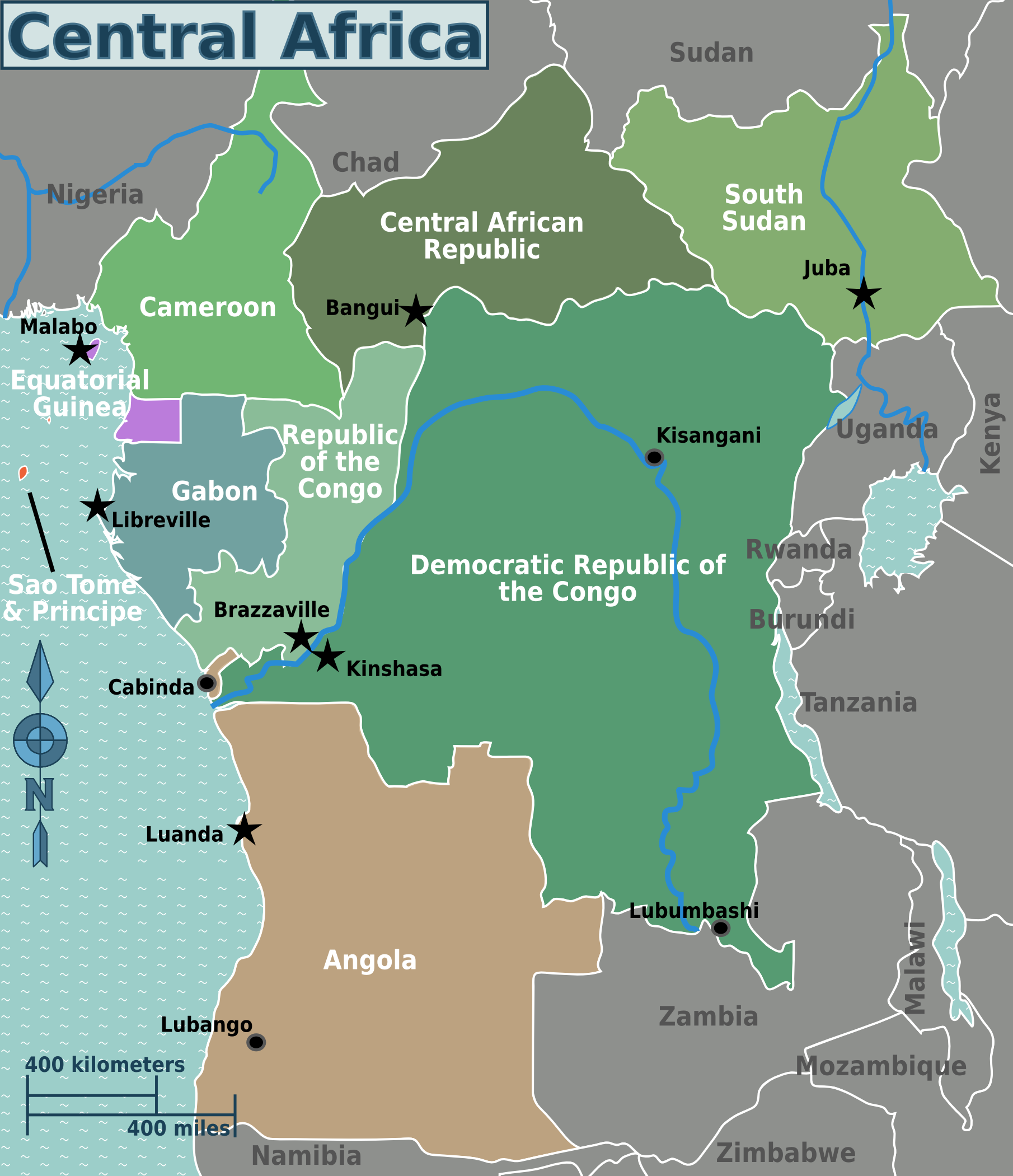
نقشه کشورهای مرکز آفریقا
نقشه سامانه طبقه‌بندی اقلیمی کوپن از مرکز آفریقا